# Effet Purcell
Pour les articles homonymes, voir Purcell.
L'effet Purcell, aussi appelé « couplage faible », est l'augmentation du taux d'émission spontanée de photons dans un matériau lorsque celui-ci se trouve dans un système résonnant (par exemple une cavité résonnante). Cet effet a été découvert et décrit dans les années 1940 par le physicien Edward Mills Purcell, alors que ce dernier travaillait sur les bases de l'imagerie par résonance magnétique nucléaire. 

## Description
L'ampleur de l'amélioration est donnée par le facteur de Purcell
{\displaystyle F_{P}={\frac {3}{4\pi ^{2}}}\left({\frac {\lambda _{free}}{n}}\right)^{3}\left({\frac {Q}{V}}\right)\,,}
où {\displaystyle \lambda _{free}} est la longueur d'onde du photon émis, {\displaystyle n} l'indice de réfraction du matériau considéré, et {\displaystyle Q} et {\displaystyle V} sont respectivement le facteur de qualité et le volume modal de la cavité.
Cette augmentation est explicable en utilisant l'électrodynamique quantique en cavité telle que proposée par Serge Haroche. Selon la règle d'or de Fermi, le taux de transition pour un système atome-vide (ou atome-cavité) est proportionnel à la densité d'états finaux. Dans une cavité à la résonance, la densité des états finaux est plus haute (bien que le nombre d'états finaux puisse ne pas l'être). Le facteur Purcell est alors juste le rapport des densités de la cavité
{\displaystyle \rho _{c}={\frac {1}{\Delta \nu V}}}
à celle de la densité de l'état d'espace libre
{\displaystyle \rho _{f}={\frac {8\pi n^{3}\nu ^{2}}{c^{3}}}}
En utilisant
{\displaystyle Q=\nu /\Delta \nu }
on obtient
{\displaystyle \rho _{c}/\rho _{f}={\frac {c^{3}}{8\pi n^{3}\nu ^{2}}}{\frac {Q}{\nu V}}={\frac {1}{8\pi }}\left({\frac {\lambda _{free}}{n}}\right)^{3}\left({\frac {Q}{V}}\right)}
ce qui est correct à une constante près.

## Perspectives
Il a été prédit, qu'un matériau «photonique» puisse contrôler le taux de recombinaison radiative d'une source de lumière intégrée. Un but de la recherche en physique est la réalisation d'un matériau avec une bande interdite photonique complète : une bande de fréquences dans laquelle aucun mode électromagnétique ne peut exister et où toutes les directions de propagation sont interdites, dans ces fréquences, l'émission spontanée de lumière est complètement inhibée. La fabrication d'un matériau avec une bande interdite photonique complète reste un défi scientifique à relever. Pour cette raison, les matériaux photoniques sont largement étudiés. Il existe de nombreux types de systèmes dans lesquels le taux d'émission spontanée est modifié par l'environnement, par exemple des cavités, des matériaux à bande interdite photonique en deux, et trois dimensions.
L'effet Purcell est aussi utile dans la modélisation de sources de photon unique pour la cryptographie quantique. Le contrôle du taux d'émission spontanée et l'augmentation qui en découle de l'efficacité de la génération de photons est une nécessité pour les sources de photons uniques basées sur des boîtes quantiques.